# Bärendorf (Bad Brambach)

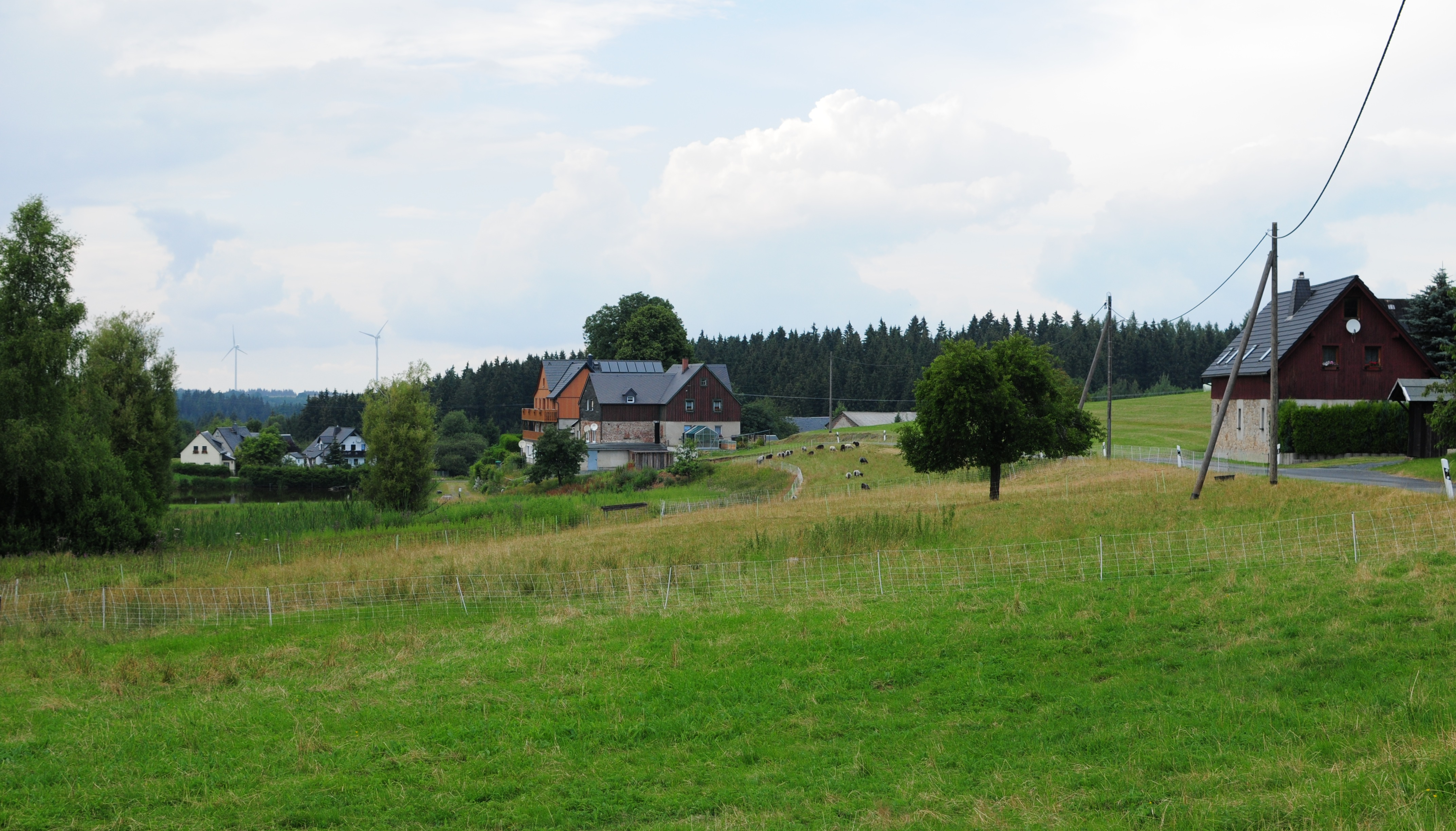
Mittlere Ortslage in Bärendorf

Bärendorf ist ein Ortsteil der Gemeinde Bad Brambach im Vogtlandkreis in Sachsen.

## Lage
Der Ort, eine kleine Siedlung mit 35 Einwohnern, liegt auf einer Höhe von 700 bis 720 Metern direkt an der westlich verlaufenden Grenze zu Tschechien. Etwa 1 km südöstlich erhebt sich der 759 m hohe Kapellenberg, der zum Elstergebirge gehört.

## Geschichte
Bärendorf gehörte bis ins 19. Jahrhundert zum Amt Voigtsberg. 1950 wurde der Ort nach Hohendorf eingemeindet, mit dem der Ort 1974 zu Bad Brambach kam.

### Entwicklung der Einwohnerzahl
| Jahr | Einwohner          |
| ---- | ------------------ |
| 1577 | 006 besessene Mann |
| 1764 | 016 besessene Mann |
| 1834 | 140                |

| Jahr | Einwohner |
| ---- | --------- |
| 1871 | 182       |
| 1890 | 145       |
| 1910 | 107       |

| Jahr | Einwohner |
| ---- | --------- |
| 1925 | 130       |
| 1939 | 096       |
| 1946 | 177       |

## Öffentlicher Nahverkehr
Der Ort ist mit der vertakteten RufBus-Linie 35 des Verkehrsverbunds Vogtland an Bad Brambach angebunden. Am dortigen Bahnhof besteht Umsteigemöglichkeit zur Vogtlandbahn RB2 nach Plauen und Zwickau.